# Cesare Bissoli
Cesare Bissoli talijanski salezijanac svećenik, redoviti je profesor biblijske katehetske metodologije na Salezijanskom papinskom sveučilištu u Rimu, savjetnik Kongregacije za kler i nacionalni povjerenik za biblijski apostolat pri Talijanskoj biskupskoj konferenciji. Pisac je brojnih članaka i knjiga o Bibliji i odgoju te o biblijskoj katehezi za mlade. Djela: Učitelju, gdje stanuješ? i dr.